# Hug Roger III de Pallars Sobirà
Hug Roger III de Pallars-Mataplana i Cardona (1430 - Xàtiva 1508) va ser el capità general de l'exèrcit del Principat de Catalunya durant la Guerra civil catalana (1462-1472). Fou el darrer comte del Pallars Sobirà (1451 - 1491) i senyor de la baronia de Ponts (1478-1491).

## Ascendència
Hug Roger era fill d'Arnau Roger IV de Pallars Sobirà i de Joana de Cardona i de Prades. Era nebot de Joan Ramon Folc III, comte de Cardona.

## Núpcies i descendents
El 1478 es va casar amb Caterina Albert i de Cardona, filla del noble rossellonès Felip Albert. Tingué dues filles il·legítimes: Elisabeth i Joana.

## Participació del comte Hug Roger en la guerra civil catalana (1462-1472)
En esclatar la guerra civil catalana (1462-1472), el comte Hug Roger III encapçalà el bàndol de la Generalitat de Catalunya, enfrontada al rei Joan el Gran. A causa de la seva significació en el bàndol de la Generalitat, en la que comandà l'Host del Consell del Principat, i en 1463 s'instal·là a Cervera, on establí el seu quarter general, El 28 de febrer de 1465 fou capturat en la batalla de Calaf i restà empresonat a Mora d'Ebre fins al 1470, i tot haver pactat la seva llibertat a canvi d'un rescat de 100 florins d'or i de treballar secretament per Joan el Sense Fe, no complí la seva paraula i s'alià de nou amb la Generalitat de Catalunya, nomenat gran conestable l'octubre de 1471 i dirigint la defensa de Barcelona, assetjada per Joan. Va lluitar tenaçment per contenir els assetjadors a l'entorn de Pedralbes, el 13 de maig va estar a prop fins i tot de cremar el seu campament, però només podia cobrir les baixes amb milicians desencantats i amb la petita partida de francesos del governador del Rosselló Antoine du Lau, que va derrotar en la batalla de Perelada Joan el Sense Fe quan intentava prendre l'Empordà. El rei l'exclogué el comte de Pallars de la Capitulació de Pedralbes en 1472, amb la qual es posà fi a la guerra.

## Fi del Comtat de Pallars Sobirà
Hug Roger III es refugià als seus dominis pallaresos, on va poder resistir fins que, el 1484, Ferran el Catòlic va encarregar al comte de Cardona Joan Ramon Folc III de Cardona la conquesta del Pallars. Entre la tardor i l'hivern de 1486, Hug Roger marxà a França deixant la defensa de la vila de València d'Àneu a la seva esposa Caterina Albert. Caterina va resistir el setge i defensà vila i terres durant tres anys, esperant fins a l'últim moment que arribés, des de l'exili, el seu marit amb reforços fins a la capitulació del dia 29 de juny de 1491, i es va veure obligada a rendir-se i a marxar a l'exili.
Hug Roger III continuà atacant les fronteres de Catalunya, gràcies a l'ajuda del rei de França, Carles VIII de França, que el va fer un dels seus pensionats. El 1491, després d'un intent desesperat de recuperar el comtat, Ferran el Catòlic ordenà accelerar el procés contra el comte i la comtessa, que els condemna en rebel·lia a pena de mort i confiscació de les seves terres. El comtat de Pallars fou atorgat a Joan Ramon Folc IV de Cardona.
Hug Roger participà en l'expedició francesa a Nàpols (1495) i possiblement participà en la batalla de Fornovo. En morir Carles VIII (1498), Hug Roger va perdre el favor del següent monarca, Lluís XII de França, i hagué de guanyar-se la vida com a condottiero al servei de l'exèrcit francès a Itàlia, sent nomenat governador del Castell Nou de Nàpols, on fou fet pres pel Gran Capità durant la captura del castell en 1503.
Conduït amb vaixell a Barcelona, el rei Ferran el Catòlic acabà commutant-li la pena de mort per la de reclusió perpètua al castell de Xàtiva. Hug Roger III va morir el 26 de novembre del 1508, a l'edat de setanta-vuit, després de patir un tempestuós captiveri de cinc anys.